# Tony Cavalero

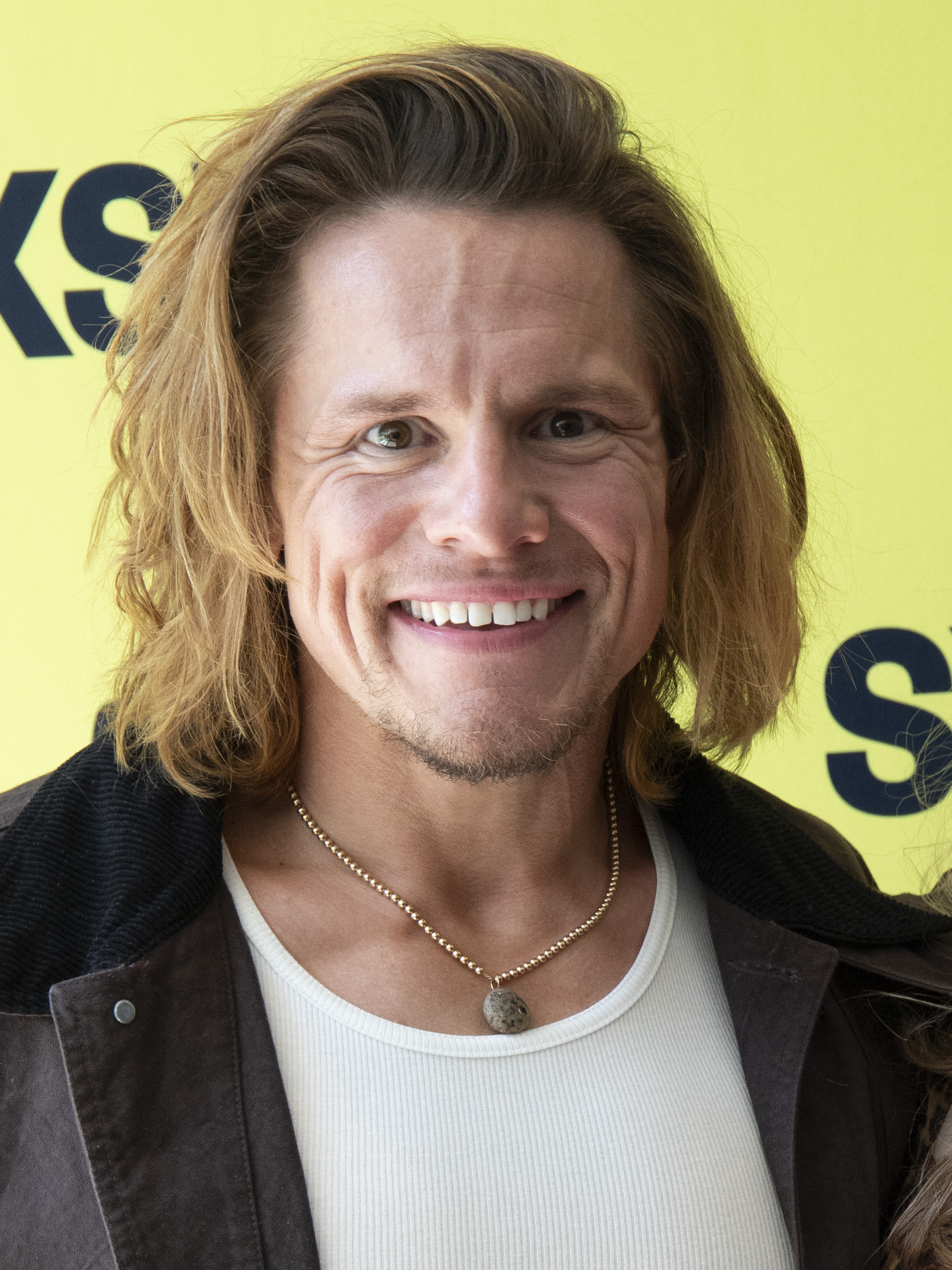
Tony Cavalero (2024)

Tony Cavalero (* 12. Oktober 1983 in Annandale) ist ein US-amerikanischer Schauspieler und Komiker. Bekannt ist er durch die Rolle des Mr. Finn in der Nickelodeon-Fernsehserie School of Rock.

## Leben
Cavalero besuchte die Annandale High School in Virginia. Anfang der 1990er Jahre zog er nach Los Angeles, um seine Schauspielkarriere zu starten. Er absolvierte die Virginia Military Institute als Soldat.
Seit 2005 ist er als Schauspieler tätig. So verkörperte er die Rolle des Onkel Mitch in dem Film Ein Adam kommt selten allein. Er hatte auch einen Gastauftritt in der Serie Nicky, Ricky, Dicky & Dawn.

## Filmografie (Auswahl)
- 2013–2015: Hart of Dixie (Fernsehserie)
- 2015: Ein Adam kommt selten allein (Splitting Adam)
- 2016–2018: School of Rock (Fernsehserie)
- 2016: Nicky, Ricky, Dicky & Dawn (Fernsehserie, Folge 2x42)
- 2019: The Dirt – Sie wollten Sex, Drugs & Rock’n’Roll (The Dirt)
- seit 2019: The Righteous Gemstones (Fernsehserie)
- 2020: Miracle Workers (Fernsehserie, drei Folgen)
- 2020: The Binge
- 2021: We Broke Up
- 2021–2022: Die Conners (The Conners, Fernsehserie, sechs Folgen)
- 2022: The Binge 2: It’s a Wonderful Binge
- 2024: Cobra Kai (Fernsehserie, eine Folge)
- 2024: Operation Taco Gary’s
- 2024: Die Hart (Fernsehserie, sieben Folgen)